# Norskov
Norskov – duński serial telewizyjny emitowany od 21 września 2015 do 30 listopada 2017 roku przez stację TV2. 

## Fabuła
Akcja serialu rozgrywa się we współczesnej Danii. Do rodzinnego miasta Norskov wraca policjant Tom Noack. Odnawia kontakty z siostrą Jackie i z dawnymi przyjaciółmi: Martinem i Bondym. Zostaje przydzielony do wydziału zwalczającego handel narkotykami, których ofiarami coraz częściej są lokalni nastolatkowie. Krótko po tym w wypadku samochodowym ginie dawna miłość Toma, Diana, osierocając syna, Olivera, obiecującego hokeistę. Sekcja zwłok wykazuje, że kobieta była pod wpływem narkotyków. 

## Obsada
- Thomas Levin jako Tom Noack
- Claus Riis Østergaard jako Martin
- Jakob Ulrik Lohmann jako Casper "Bondy" Bondesen
- Anne Sofie Espersen jako Jackie
- Henrik Birch jako Brammer
- Mathias Käki Jørgensen jako Oliver
- Daniel Bevensee jako Anders
- Mette Marckmann jako Ulla
- Annemette Andersen jako Diana